# フライトライン
フライトライン （Flightline、2018年3月14日 - ）は、アメリカ合衆国の競走馬・種牡馬。
主な勝ち鞍は2021年のマリブステークス、2022年のメトロポリタンハンデキャップ、パシフィッククラシック、ブリーダーズカップクラシック。

## 経歴

### デビュー前
ある日、代理人のデビッド・インゴードがレーンズエンドファームのビル・ファリッシュと共に名門サマーウインドファームを訪れた。目的は三冠馬アメリカンファラオの栗毛の半弟のタピット産駒だったのだが、インゴードは別の鹿毛のタピット産駒に一目惚れする。その後数回その馬を見る機会があったが直感が揺らぐことはなく、しかし多額の費用がかかることが予想されたので5つの馬主グループをまとめて2019年のファシグティプトン8月セールに出場した同馬を100万ドルで購買した。
翌年の2歳になった1月、トレーニングの準備中にフライトラインは何かに驚き厩舎のドアの金属部にトモをぶつけ大怪我を負ってしまい、治癒後も新型コロナウイルス感染症による社会の混乱もあって育成が大幅に遅れ、デビューは3歳になった2021年の4月まで待つことになった。

### 3歳時（2021年）
2021年にサンタアニタ競馬場の未勝利戦でデビューし終始馬なりで13馬身1/4身差で楽勝。馬主のコスタ・フロニスは「私たちは彼をとても評価していましたが、レースに出走するまでは実際はどういう馬かわからないのです。でもすごく良い走りで、トラックの上を飛んでいる様でした。彼は楽々と走りをこなしていましたね。」と話した 。
次走の出走は脚の打撲のため数ヶ月延期されたが、9月の2戦目も終始馬なりで圧勝した。
あまりの圧倒的な勝ち方に陣営は3戦目にブリーダーズカップ・スプリントを熱望したが馬主が拒否したため、年末のマリブステークス(GI)に出走した。GI2勝にブリーダーズカップ・スプリント2着の実績があるドクターシーヴェルなども出走したが、逃げて直線に入っても後続との差が詰まることなく2着のベイビーヨーダに最後まで馬なりのままで11馬身半差をつけ圧勝した。

### 4歳時（2022年）
4歳初戦にはサンカルロスステークス(GII)が予定されていたが、2月の調教後に後肢の飛節を痛めたため回避。そのため東海岸の大レース、メトロポリタンハンデキャップに直行することになった。初のカリフォルニア外の遠征に加え、前年のブリーダーズカップ・スプリント勝ち馬アロハウエストや国際レート123ポンドの強豪スピーカーズコーナーなどが出走したものの単勝1.4倍の1番人気に推される。レースでは出遅れてしまい逃げられず、逃げるスピーカーズコーナーに2度進路を塞がれたため外に出してマークすることになったが3コーナーから進出すると2着のハッピーセイバーに最後は流しつつ6馬身差をつけて圧勝した。サドラー調教師はレース後、「まだ経験の少ない馬だが、逆境を乗り越えて最高の馬であることを証明した。」とコメントした。
その後予定通り9月のパシフィッククラシックステークスに出走する。スピードが抜けてる同馬は一気の距離延長にスタミナの懸念の声があり、加え同年のドバイワールドカップ勝ち馬カントリーグラマーやサンタアニタハンデャップ勝ち馬のエクスプレストレインなど西海岸を代表する古馬が顔をそろえたものの、逃げ馬をマークし途中で競り落とすと後は直線で少し追い、最後は100メートル以上手綱を緩める程の余裕でカントリーグラマーに19馬身1/4差をつけ快勝、5連勝を飾った。着差も注目されたが最後の直線の余裕にも拘らず勝ちタイムの1:59.28は、トラックレコードである2003年の同競走のタイムに0.17秒届かない驚異的なものだった。「彼は本当に特別な馬だ、スピードのある馬は（長距離を）走り続けられないと思われている。しかし、この馬は並外れていてスピードがありつつ、走り続けることができるんだ。」とサドラー調教師はコメントした。
現地時間11月5日(日本時間11月6日)、ブリーダーズカップ・クラシックに出走。出走馬8頭全てGI馬という超豪華メンバーの中、前走の勝ち方や連勝の勢いなどを評価され、単勝オッズ1.44倍の圧倒的一番人気に推された。レースでは、逃げるライフイズグッドのすぐ後ろを追走し、4コーナーで並ぶ間も無く同馬を外から交わすと、持ったまま加速。鞍上のF.プラが直線で後ろを振り返るほどのスピードでそのまま他馬を突き放し、8馬身の差をつけ完勝。デビューから6連勝、GIはこれで4連勝となった。レース後、調教師のJ.サドラーは｢この馬は史上最強の馬の一頭であり、そのことを今日証明してみせたと思う。｣と語り、また｢彼はこの競馬界に何か特別なものをもたらした。私たちはヒーロー、チャンピオン、無敗の馬が必要で、それがこの馬なのだ。｣と誇らしげに話した。その後、このレースを最後に引退することを発表、引退後の2023年よりレーンズエンドファームで種牡馬入りする。6戦9,400mでトータル71馬身差を付けるという成績を残した。

## 競走成績
| 出走日         | 競馬場           | 競走名                  | 格 | 頭数 | 人気 | 着順 | 騎手   | 距離      | タイム  | 着差       | 1着（2着）馬        |
| -------------- | ---------------- | ----------------------- | -- | ---- | ---- | ---- | ------ | --------- | ------- | ---------- | ------------------- |
| 2021年04月24日 | サンタアニタ     | 未勝利                  |    | 7    | 1人  | 1着  | F.プラ | ダート6f  | 1:08.75 | 13 1/4馬身 | (Bruttto)           |
| 2021年09月05日 | デルマー         | アローワンス            |    | 6    | 1人  | 1着  | F.プラ | ダート6f  | 1:08.05 | 12 3/4馬身 | （Escape Route）    |
| 2021年12月26日 | サンタアニタ     | マリブS                 | G1 | 7    | 1人  | 1着  | F.プラ | ダート7f  | 1:21.37 | 11 1/2馬身 | （Baby Yoda）       |
| 2022年06月11日 | ベルモントパーク | メトロポリタンH         | G1 | 5    | 1人  | 1着  | F.プラ | ダート8f  | 1:33.59 | 6馬身      | （Happy Saver）     |
| 2022年09月03日 | デルマー         | パシフィッククラシックS | G1 | 6    | 1人  | 1着  | F.プラ | ダート10f | 1:59.28 | 19 1/4馬身 | （Country Grammer） |
| 2022年11月05日 | キーンランド     | BCクラシック            | G1 | 8    | 1人  | 1着  | F.プラ | ダート10f | 2:00.05 | 8 1/4馬身  | （Olympiad）        |

## 種牡馬時代
BCクラシック勝利の翌日、ケンタッキー州のレーンズエンドファームで種牡馬になることが発表された。初年度の種付け料は150頭の頭数制限付きで20万ドル。

## 競走馬としての評価・特徴

### 身体的特徴
サドラー調教師によると体高は16.2ハンド。身体的能力の高さに常に脚部不安が付きまとい、現役時には初戦後と、2022年の年明けに2度軽度の脚部不安を起こしている。そのため管理するサドラー調教師は常に「完璧な状態でしか出走させない」と話しており、これがキャリアの少なさに結びついている。

### 走行
驚異的な加速能力を有しており、出そうと思えば最初の4fを43秒台で走ることもできる。その結果レースではハイペースの逃げや2番手になっている。あまりに速すぎるため、ほとんどの場合ライバルが道中で消耗してしまってついていけなくなり、結果どのレースも最後は常に流していて、そのためレースでは鞭を打たれたことが一度もない。本気で走り切ったことがないその生涯でレコードを計時することはなかったが、それでいながらコースレコードに肉薄するようなタイムを数回出している。単純なタイムの比較になるがブリーダーズカップ・スプリント（6f＝およそ1200メートル）を馬なりで勝ち切るスピードがある。中距離ではマイルのスピードを維持しながら1 1/4マイル（およそ2000メートル）を走破する。フライトラインの6f通過時のタイムは全レースで1:09秒台であり、マイル通過時は最も遅くても1:34.58だったが、それでいて最後は必ず伸びるため相手陣営を大いに悩ませた。アメリカ競馬に造詣が深く、スペシャルウィークなどで知られる白井寿昭元調教師は「いつも圧勝、楽勝。レースの展開とかも関係ない。別次元だもん。（中略）どうもならんわ。スピードが違い過ぎる」と評価している。
フライトラインの走りの危険性は関係者にも広く知れ渡っていて、パシフィッククラシック時には2着のカントリーグラマーのジョン・ヴェラスケス騎手に管理するボブ・バファート調教師から「あの馬を追いかけるな」という指示が出た。またBCクラシックではライフイズグッド陣営が「フライトラインが今まで走ったことのないようなペースで行く」と宣言した通りの逃げで、6f通過時が1:09.27（当日のBCスプリントの勝ちタイムが1:09.11）、マイルの通過時は当日のBCダートマイルより速い1:34.58という異常なペースになったが、いつも通り追走しながら突き放した。3着のマイク・スミス騎手は「2頭は自殺行為ともいえるハイペースで走っていたので、自分にもチャンスは来ると思っていました。テイバはあらんかぎり力を振りしぼって最高の走りをしましたが、フライトラインは信じられないほどすごかったのです。セクレタリアトのようなものですよ。これまで見た中で最強です。」と振り返った。

### 各種指数

#### ワールド・ベスト・レースホース・ランキング
ワールド・ベスト・レースホース・ランキングでは、2021年のマリブステークス勝利により124ポンドの評価を与えられた。2022年のメトロポリタンハンデキャップでは127ポンドを獲得した。パシフィッククラシックステークスでは139ポンドを獲得し、北米調教馬記録のシガーの135ポンドを大幅に更新した。翌年1月にはレーティングが140ポンドに修正され、フランケルと並んで2023年現在最高のレーティングを保持する競走馬となった。
パシフィッククラシックステークスの評価は国際競馬統括機関連盟 (IFHA) の9月の中間発表で137～140ポンドのどれにするかで意見が割れた。アメリカのハンディキャッパーはフランケルと比べた場合キャリアが浅いことを気にして「より強いメンバーが集まるブリーダーズカップ・クラシックの走りを見てから判断したい」という意見で138ポンドだった。140ポンドに対して慎重な国も多く、結果139ポンドになった。その後ブリーダーズカップ・クラシックの圧勝を受けてパシフィッククラシックステークスのレーティングは満場一致で140ポンドに決定、修正された。
ブリーダーズカップ・クラシックを140ポンドに評価すべきという意見もあったが、その場合着差を考慮すると2着以下のレーティングが高くなりすぎるという理由から、このレースは無理にレーティングを140ポンドの対象にしないという結論に至った。

#### タイムフォーム・レーティング
世界的な競走馬指標であるタイムフォームのレーティングではパシフィッククラシックステークス勝利時に143ポンドを獲得し、これは同指標におけるアメリカ調教馬の過去最高の数字で歴史的に見てもこの数字より上は4頭しかいない。

#### ベイヤースピード指数
強烈なパフォーマンスからアメリカで信奉されているベイヤースピード指数でも非常に高い数値を出しており、初戦が105、2戦目が114、3戦目は118だった。特に118は出色で、2021年に全米で走ったすべての競走馬で最も高い数字だった。114も2位タイである。2022年はメトロポリタンハンデキャップが112、パシフィッククラシックステークスが126でブリーダーズカップ・クラシックは121。注目すべきはパシフィッククラシックステークスで、126は過去18年における北米のすべてのレースにおいて最高の数字であり、1 1/4マイルでは史上最高だった。ブリーダーズカップ・クラシックの121も21世紀の同レースでゴーストザッパーに次ぐ数字である。

## 逸話
- 薬物無しで大レースを走った[22]。
- 2歳の時に重傷を負い、回復に90日を要した。この名残で右後肢にL字型の大きな裂傷の跡がある。また、抗生物質を打つ時にポートを設置したところ色素が抜けてしまったため、設置個所の右首のたてがみの下に白い痕がある[23]。
- エリザベス女王が同馬に興味を示し、パシフィッククラシックの翌日に関係者に連絡を取っていた[24]。
- 雄大な馬体の持ち主だが、体も非常に柔軟でコーナリングが巧みであり、コーナーを回っている時の写真がブラッドホース誌の表紙を飾った[25]。
- あまりの圧倒的な競走能力に、フライトラインが出走するレースの管理馬の回避をメディアに公言する調教師も現れた。2023年のサウジカップに出走したパンサラッサの矢作芳人調教師はレース選考にあたり「フライトラインが引退したということも大きいですね」と語っている[26]。
- サンタアニタ競馬場にはフライトラインの壁画があり、2022年の12月26日に公開された。[27]。
- 2024年に産駒が市場に出品され始めたが、世界で初めて売買されたのは日本のセレクトセール当歳馬セッションで、ブルーストライプの24（牡）が、5000万円（税抜き）で落札された。[28]。本拠地の北米での初売買はファシグティプトン11月セールで、スターオブインディアとの仔が67万5000ドル、購買者はフライトラインと同じデビッド・インゴードだった[29]。

## 血統表
| フライトラインの血統   | フライトラインの血統           | フライトラインの血統     | （血統表の出典）         | （血統表の出典） |
| 父系                   | ボールドルーラー系             | ボールドルーラー系       | ボールドルーラー系       |                  |
| 父 Tapit 2001 芦毛     | 父の父Pulpit 1994 鹿毛         | A.P. Indy                | Seattle Slew             | Seattle Slew     |
| 父 Tapit 2001 芦毛     | 父の父Pulpit 1994 鹿毛         | A.P. Indy                | Weekend Surprise         |                  |
| 父 Tapit 2001 芦毛     | 父の父Pulpit 1994 鹿毛         | Preach                   | Mr. Prospector           | Mr. Prospector   |
| 父 Tapit 2001 芦毛     | 父の父Pulpit 1994 鹿毛         | Preach                   | Narrate                  |                  |
| 父 Tapit 2001 芦毛     | 父の母Tap Your Heels 1996 芦毛 | Unbridled                | Fappiano                 | Fappiano         |
| 父 Tapit 2001 芦毛     | 父の母Tap Your Heels 1996 芦毛 | Unbridled                | Gana Facil               |                  |
| 父 Tapit 2001 芦毛     | 父の母Tap Your Heels 1996 芦毛 | Ruby Slippers            | Nijinsky                 | Nijinsky         |
| 父 Tapit 2001 芦毛     | 父の母Tap Your Heels 1996 芦毛 | Ruby Slippers            | Moon Glitter             |                  |
| 母 Feathered 2012 鹿毛 | 母の父Indian charlie 1995 鹿毛 | In Excess                | Siberian Express         | Siberian Express |
| 母 Feathered 2012 鹿毛 | 母の父Indian charlie 1995 鹿毛 | In Excess                | Kantado                  |                  |
| 母 Feathered 2012 鹿毛 | 母の父Indian charlie 1995 鹿毛 | Soviet Sojourn           | Leo Castelli             | Leo Castelli     |
| 母 Feathered 2012 鹿毛 | 母の父Indian charlie 1995 鹿毛 | Soviet Sojourn           | Political Parfait        |                  |
| 母 Feathered 2012 鹿毛 | 母の母Receipt 2005 鹿毛        | Dynaformer               | Roberto                  | Roberto          |
| 母 Feathered 2012 鹿毛 | 母の母Receipt 2005 鹿毛        | Dynaformer               | Andover Way              |                  |
| 母 Feathered 2012 鹿毛 | 母の母Receipt 2005 鹿毛        | Finder's Fee             | Storm Cat                | Storm Cat        |
| 母 Feathered 2012 鹿毛 | 母の母Receipt 2005 鹿毛        | Finder's Fee             | Fantastic Find           |                  |
| 母系(F-No.)            | (FN:F20-b)                     | (FN:F20-b)               | (FN:F20-b)               | [ § 2 ]          |
| 5代内の近親交配        | Mr. Prospector 4 × 5 × 5       | Mr. Prospector 4 × 5 × 5 | Mr. Prospector 4 × 5 × 5 | [ § 3 ]          |
| 出典                   | 1. 2. 3.                       | 1. 2. 3.                 | 1. 2. 3.                 | 1. 2. 3.         |

父タピットは全米首位種牡馬3回の種牡馬。母系はアメリカ競馬の重鎮であるフィップス家の育てた名門牝系。母は芝G3勝ち馬で、芝ダート両G1の2着などがあり、引退後のセリで230万ドルの高値で売買された。曾祖母ファインダーズフィーはG1エイコーンS勝ちがある。五代母BliteyからBCスプリントのダンシングスプリー、その孫でG1を8勝した全米3歳牝馬チャンピオンのヘヴンリープライズなども出ている。